# 村田インターチェンジ
村田インターチェンジ（むらたインターチェンジ）は、宮城県柴田郡村田町大字村田にある、東北自動車道のインターチェンジ。盛岡・仙台方面、山形自動車道から、大河原町や柴田町、角田市、宮城蔵王へアクセスする場合の最寄りとなるインターチェンジ（なお、東京・福島方面から大河原町や柴田町、角田市、宮城蔵王へアクセスする場合は、隣の白石インターチェンジを利用すると便利）。
本線出口標識の表記は下り線のみみやぎ蔵王（「みやぎ」部分は後付け）となっているが、これは、山形自動車道の山形蔵王インターチェンジと区別するため。このほかにも、下り線の村田IC周辺には、山形道方面に向かう車が誤って当ICで下りてしまうことがないよう、村田ジャンクションへ誘導する看板が多数取り付けられている。

## 道路
- E4 東北自動車道（25番）
- 接続する道路：宮城県道14号亘理大河原川崎線

## 歴史
- 1973年（昭和48年）11月27日 : 白石IC - 仙台南IC間開通に伴い、供用開始。
- 2018年（平成30年）3月24日 : 国土交通省の社会実験事業として、高速道路一時退出実験の試行開始[1]（ETC2.0搭載車に限定して、当ICで流出し、隣接する道の駅村田に立ち寄り後、1時間以内に当ICから再流入して順方向に利用の場合、目的地まで高速道路を降りずに利用した場合と同じ料金に調整される。）。
- 2020年（令和2年）3月27日 : 高速道路一時退出実験の退出可能時間がそれまでの1時間以内から3時間以内に引き上げられる[2]。
- 2022年（令和4年）7月1日 : 高速道路一時退出実験の退出可能時間がそれまでの3時間以内から2時間以内に変更[3]。

## 料金所
- ブース数：4

### 入口
- ブース数：2
  - ETC専用：1
  - 一般：1

### 出口
- ブース数：2
  - ETC専用：1
  - 一般：1

## 周辺
- 村田町役場
- 宮城県立村田高等学校
- スポーツランドSUGO
- 宮城蔵王（遠刈田温泉、青根温泉、我々温泉）
- サテライト宮城・オートレース宮城（競輪・オートレース場外車券売場）
- 道の駅村田

## 隣
E4 東北自動車道
(24) 白石IC - 蔵王PA - (25) 村田IC - (26) 村田JCT - (26-1) 菅生PA/SIC - (27) 仙台南IC